# Patrik (Štip)
Patrik (makedonsky: Патрик) je zaniklá vesnice v Severní Makedonii. Jedná se o jižní část dnešního města Štip. Vesnice existovala do roku 1913.

## Geografie
Vesnice se nacházela pár kilometrů jižně od města Štip, na hřebeni hory Serta. Dnes spadá pod katastr obce Leskovica. Ležela v nadmořské výšce 635 metrů.

## Historie
Podle bulharského spisovatele a etnografa Vasila Kančova zde v roce 1900 žilo 80 obyvatel makedonské národnosti.
Během Druhé balkánské války vesnici v roce 1913 vypálila srbská armáda. V roce 1988 byl na místě bývalé vesnice postaven kostel sv. Eliáše.